# Eter dimetylowy
Eter dimetylowy (dimetyloeter, DME), CH
3OCH
3 – organiczny związek chemiczny z grupy eterów, bezbarwny gaz o charakterystycznym zapachu, umiarkowanie rozpuszczalny w wodzie. Używany jest jako gaz pędny w rozpylaczach aerozolowych oraz, w mieszaninie z propanem, do usuwania brodawek metodą kriogeniczną. Może również stanowić paliwo alternatywne dla LPG, LNG, benzyny i oleju napędowego. Może być produkowany z gazu ziemnego, węgla lub biomasy.

## Otrzymywanie eteru dimetylowego
Eter dimetylowy produkuje się zwykle metodą dehydratacji metanolu. Brane są pod uwagę inne rozwiązania, bardziej użyteczne w masowej produkcji, przede wszystkim wytwarzanie z gazu syntezowego, czyli mieszaniny wodoru i tlenku węgla.

### Metoda dehydratacji metanolu
W wyniku dehydratacji dwóch cząsteczek metanolu powstaje jedna cząsteczka eteru dimetylowego. Jest to reakcja odwracalna:
2CH
3OH  ⇄ CH
3OCH
3 + H
2O

### Metoda syntezy
Synteza eteru dimetylowego jest bardziej wydajna od odwodnienia metanolu, gdyż pozwala na wytwarzanie tego związku z paliw lub biomasy z ominięciem produkcji metanolu.
Produkcja eteru dimetylowego z substancji stałych, takich jak węgiel czy biomasa, wymaga więcej procesów jednostkowych niż produkcja z gazów. Konieczne jest zgazowanie dla otrzymania gazu syntezowego. Dla zwiększenia wydajności zgazowania stosuje się takie procesy wstępne jak suszenie biomasy czy produkcja szlamu węglowego. By uniknąć zanieczyszczeń przeprowadza się różne procesy oczyszczania gazu. Podczas produkcji eteru dimetylowego z metanu, potrzebny gaz syntezowy uzyskać z termicznego reformingu:
2CH
4 + O
2 + CO
2 + ciepło → 3H
2 + 3CO + H
2O

## Utlenianie
Najpopularniejszym katalizatorem stosowanym do utleniania eteru dimetylowego (DME) jest platyna, która pomaga w rozerwaniu wiązania H-O w cząsteczce eteru oraz jest aktywna na etapie odwodornienia. Jednak podczas jej stosowania dochodzi do zatruwania powierzchni katalizatora produktami pośrednimi takimi jak –CO. Aby uniknąć takich sytuacji stosowane są stopy bimetaliczne na bazie platyny np.: PtSn i PtRu. W przeciwieństwie do PtSn, PtRu to jednofazowy, jednorodny stop, w którym Ru jest w dużej mierze metaliczny. Natomiast Sn nie zachowuje swojego stanu metalicznego i łatwo ulega przekształceniu do związków utlenionych (tlenki i wodorotlenki cyny). W każdym przypadku Pt działa niezależnie jako katalizator zachowując swój metaliczny charakter. W obu tych przypadkach – Sn i Ru – występuje tendencja do aktywowania adsorpcji dysocjacyjnej wody, przez co zwiększa ilość chemisorbowanych grup hydroksylowych, co z kolei wpływa na zmniejszenie efektu zatrucia Pt. Pomimo iż oba układu wykazują dobrą aktywność elektrolityczną, to wysoka bariera aktywacyjna układu bimetalicznego dla rozszczepienia wiązania C−O powoduje wolniejszą dynamikę utleniania eteru dimetylowego. Dlatego też, aby poprawić wydajność tego procesu, zaproponowano dodanie Pd do układów PtRu i Pt, gdyż wykazuje on tendencję do indukowania rozszczepienia wcześniej już wspomnianego wiązania C−O.

## Zastosowania
- chłodziwo
- gaz nośny w aerozolach
- rozpuszczalnik
- paliwo

### Paliwo
Eter dimetylowy może być użyty jako samodzielne paliwo w silnikach wysokoprężnych i turbin gazowych oraz w postaci mieszaniny z 70% LPG jako paliwo dla silników czterosuwowych lub dwusuwowych. Szczególnie dobrze spełnia rolę paliwa w silnikach wysokoprężnych – jego liczba cetanowa wynosi ponad 55, gdy dla oleju napędowego zwykle nie przekracza 53. W przeciwieństwie do etanolu, podczas utleniania eteru dimetylowego nie ma potrzeby zerwania wiązania C−C, co ułatwia jego utlenianie do CO2. Dodatkowo eter dimetylowy ma wyższą gęstość energii (8,2 kWh kg−1) w porównaniu z metanolem (6,1 kWh kg−1), a także podczas utleniania jednej cząsteczki DME uwalnianych jest dwa razy więcej elektronów niż w przypadku metanolu.
Eter dimetylowy (DME) może być potencjalnym paliwem wykorzystywanym w niskotemperaturowych ogniwach paliwowych, które pracują poniżej 100 °C. Podczas pracy takiego ogniwa cząsteczka eteru ulega utlenieniu na anodzie. Produkty tego rozkładu (CO2, H+ oraz elektrony) są transportowane przez półprzepuszczalną membranę, gdzie łączą się z tlenem, powodując jego redukcję do cząsteczki wody.
Unia Europejska rozważa powszechne zastosowanie eteru dimetylowego jako biopaliwa około 2030 roku.

### Rozpuszczalnik
Skroplony eter dimetylowy może być zastosowany jako rozpuszczalnik, co wymaga jednak stosowania podwyższonego ciśnienia lub niskich temperatur (temperatura wrzenia eteru dimetylowego pod ciśnieniem atmosferycznym wynosi ok. −23 °C). Zaletą eteru dimetylowego jako rozpuszczalnika jest łatwość jego usunięcia przez odparowanie – ma to znaczenie przede wszystkim w przypadku roztworów substancji lotnych.